# Hektor Rößler (Münzrat)
Johann Hektor Rößler (* 25. April 1779 in Darmstadt; † 10. November 1863 in Darmstadt) war ein hessischer Mechanikus und Beamter. Ihm unterstand von 1817 bis 1862 die Münzstätte in Darmstadt.

## Leben
Hektor Rößler war der sechste Sohn des aus Bacharach stammenden und etwa 1765 nach Darmstadt eingewanderten Landgräflichen Hofdrehermeisters Johann Peter Rößler (1733–1806) und der Marie Margarethe Schwarz (1743–1827), deren Vater Johann Heinrich Schwarz zur bürgerlichen Oberschicht Darmstadts zählte.
Mit 14 Jahren ging er bei dem Darmstädter Hofmechanikus Alexander Fräser in die Lehre. Seine Lehr- und Wanderjahre führten ihn an die besten damaligen Werkstätten nach Jena, Gotha, Stuttgart und Paris. 1804 wurde er als Universitätsmechanikus in Gießen angestellt, zwei Jahre später kehrte er nach Darmstadt zurück und wurde Nachfolger von Alexander Fräser. In den folgenden Jahren erwarb er sich durch seine sorgfältig durchdachten und präzise gefertigten mechanischen Instrumente einen überregionalen Ruf. 1817 wurde er Nachfolger des Darmstädter Münzmeisters Carl Wilhelm Fehr.
Zum Oktober 1808 stellte er die für die von Christian Eckhardt (Geodät) und Ludwig Schleiermacher durchgeführte hessische Basisvermessung von Darmstadt nach Griesheim benötigten Toisen und Theodolite her. Diese überaus präzise Basisvermessung bildete die Grundlage des hessischen Vermessungs- und Katasterwesens. Rößlers Theodolite galten als vorzüglich.
Für das 1818 eingeführte metrische hessische Maß- und Gewichtssystem fertigte seine Werkstätte den Eichgewichtssatz.

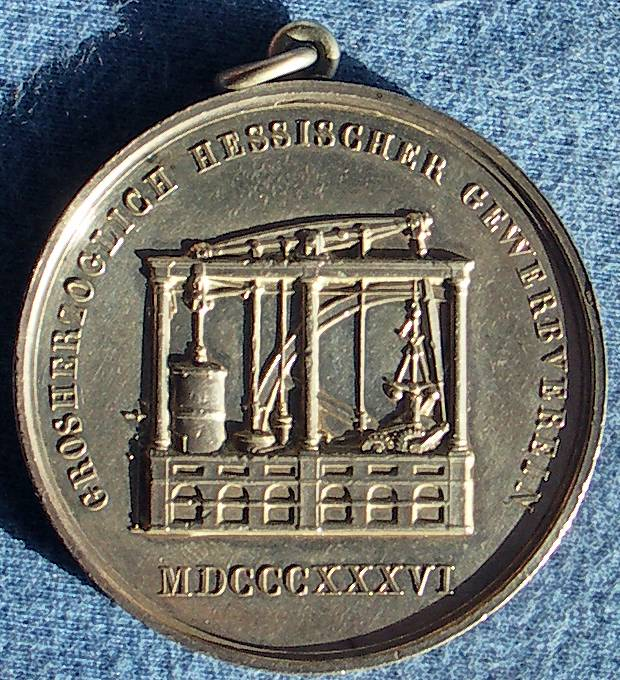
Abbildung der Dampfmaschine Hektor Rößlers auf einer Preismedaille des Landesgewerbevereins von 1839.

Bedingt durch den Ausbau der Infanteriekaserne, in der die Darmstädter Münze untergebracht war, wurde 1830/32 ein Neubau nach den Vorgaben Rößlers errichtet. Seine Werkstätte stellte, nach einem französischen Vorbild, für die Münzprägung in der neuen Münzstätte 1830 die erste im Großherzogtum Hessen gebaute wie aufgestellte Dampfmaschine her. 1832 musste er seine Werkstätte schließen, nachdem er mit dem Titel eines Münzrates in ein anders gestaltetes Beamtenverhältnis übergeleitet worden war. Aufgrund des von ihm reorganisierten Darmstädter Münzwesens war er von anderen Münzstätten als Berater gefragt. Nach den Vorgaben des süddeutschen Münzvertrages von 1837 sah sich auch die Freie Stadt Frankfurt gezwungen, ihr Münzwesen grundlegend zu erneuern, und fragte Rößler um Rat. Er entsandte seinen Sohn Friedrich Ernst Roessler nach Frankfurt und lieferte die benötigten Münzprägewerkzeuge über das auf dem Gelände seiner früheren Werkstätte angesiedelte Maschinenbauunternehmen Buschbaum & Comp. Friedrich Ernst Roessler wurde 1841 nach bestandener Probezeit Frankfurter Münzwardein.
Hektor Rößler war an Buschbaum & Comp. beteiligt, aus der 1844 die Maschinenfabrik und Eisengießerei Darmstadt, das von den 1840er bis in die 1870er Jahre bedeutendste Maschinenbauunternehmen Darmstadts, hervorging. 1856 verkaufte er das Unternehmen an ein Konsortium lokaler Geschäftsleute unter Mitwirkung der Darmstädter Bank für Handel und Industrie. Zudem war er um 1840 Eigentümer eines Eisenhammers in der Herrenmühle von Schönberg oberhalb von Bensheim.
Für seine Verdienste um das Münzwesen erhielt er 1838 das Ritterkreuz 1. Klasse des hessischen Ludwigsordens, 1845 das Ritterkreuz des königlich bayrischen Verdienstordens vom heiligen Michael und 1854 das Komturkreuz 2. Klasse des Verdienstordens Philipp des Großmütigen.
Hektor Rößler heiratete am 15. Oktober 1804 Karoline Friederike Olf (1787–1833); das Paar hatte vier Töchter und vier Söhne, von denen Johann Hektor (1806–1875) als Sekretär des Landesgewerbevereins, Geheimer Bergrat und Landtagsabgeordneter sowie Friedrich Ernst (1813–1883) als Frankfurter Münzwardein größere Bedeutung erlangten. Die Tochter Friederike Charlotte Christiane (* 1816) heiratete 1855 den bayrischen Obermünzmeister Franz Xaver von Haindl.

## Personen gleichen Namens sowie alternative Schreibungen
Johann Hektor Rößler hatte einen Sohn und einen Enkel gleichen Namens, die wie er ebenfalls Münzmeister in Darmstadt waren. Ein weiterer Enkel gleichen Namens war Chemiker und Unternehmer in Frankfurt am Main. Wie dies bis weit in das 19. Jahrhundert hinein üblich war, gibt es hier keine einheitliche Schreibung von Vor- und Nachnamen. Dies betrifft sowohl Dokumente Dritter wie auch den Namensgeber selbst. Daher sind die Schreibungen Hektor wie Hector, Rößler wie Rössler, Roessler oder Roeßler gebräuchlich gewesen.